# Herz-Jesu-Kirche (Mörlenbach-Weiher)

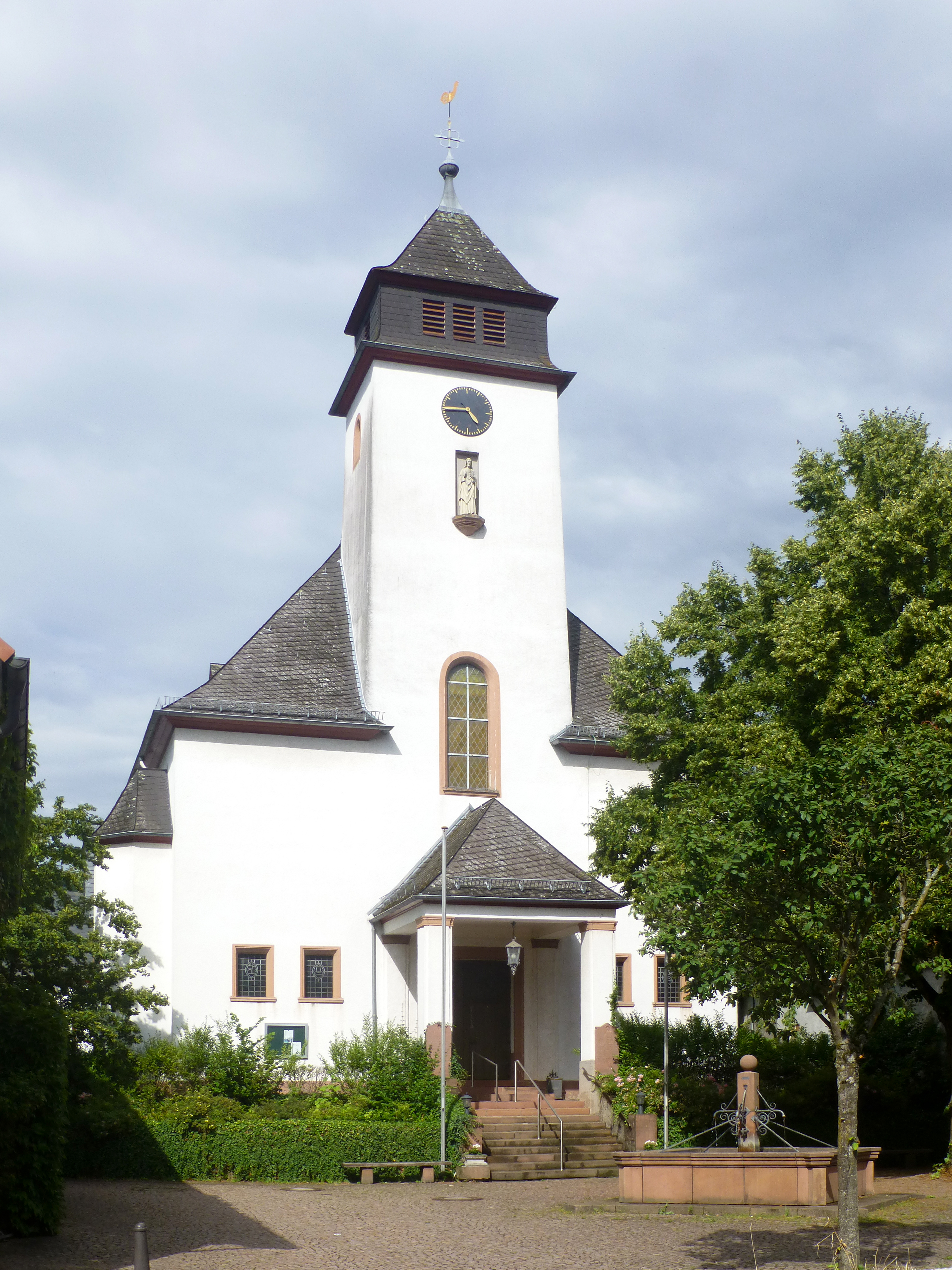
Mörlenbach-Weiher, Herz-Jesu-Kirche

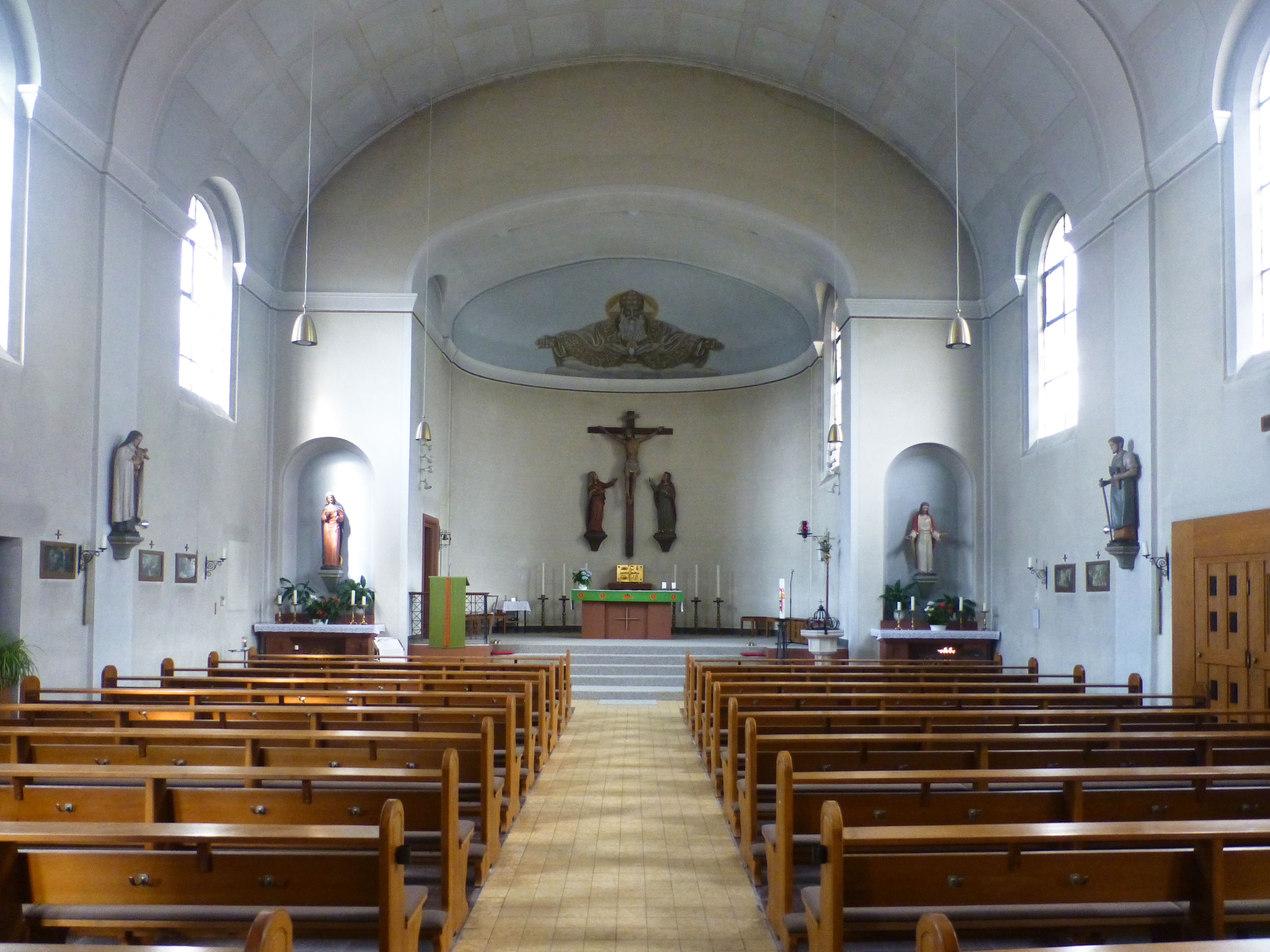
Innenraum der Kirche

Die römisch-katholische, denkmalgeschützte Herz-Jesu-Kirche steht im Ortsteil Weiher der Gemeinde Mörlenbach im Landkreis Bergstraße in Hessen. Die Kirche gehört zur Pfarrei St. Bartholomäus Mörlenbach im Dekanat Bergstraße-Ost des Bistums Mainz.

## Beschreibung
Am 24. August 1925 wurde mit dem Bau der Saalkirche nach einem Entwurf von Ludwig Becker begonnen. Am 3. Oktober 1926 wurde sie eingeweiht. An das Kirchenschiff schließen sich ein eingezogener, halbrund schließender Chor im Nordosten und ein Fassadenturm im Südwesten an. In seinem Glockenstuhl hängen drei von der Glockengießerei Hamm-Hofweber gegossene Kirchenglocken, zwei wurden 1927 gegossen, die dritte kam 1955 hinzu. Der Innenraum ist mit einem Tonnengewölbe überspannt. Die Kirchenausstattung stammt aus der Bauzeit. Die Orgel auf der Empore über dem Eingangsbereich hat 15 Register, zwei Manuale und Pedal. Sie wurde 1965 von Van Vulpen gebaut.